# Acanthodactylus maculatus
Acanthodactylus maculatus är en ödleart som beskrevs av Gray 1838. Acanthodactylus maculatus ingår i släktet fransfingerödlor, och familjen lacertider. IUCN kategoriserar arten globalt som livskraftig. Inga underarter finns listade i Catalogue of Life.